# Brad Dourif
Bradford Claude Dourif  (n. 18 martie 1950, Huntington⁠(d), Virginia de Vest, SUA) este un actor american. A fost nominalizat la premiile Oscar și a câștigat atât un Glob de Aur, cât și un premiu BAFTA pentru rolul lui Billy Bibbit⁠(d) din filmul Zbor deasupra unui cuib de cuci (1975). De asemenea, este cunoscut pentru rolurile lui Charles Lee Ray/Chucky⁠(d) în franciza Jucăria⁠(d) (1988-prezent) și Grima Limbă de vierme⁠(d) în seria Stăpânul Inelelor (2002-2003).
Acesta a mai apărut în Wise Blood⁠(d) (1979), Vremuri de restriște⁠(d) (1981), Dune (1984), Catifeaua albastră (1986), Mississippi în flăcări (1988),Exorcistul III (1990) și Alien: Renașterea (1997). De asemenea, a apărut în numeroase seriale de televiziune, în special în Deadwood (2004–2006, 2019), rol pentru care a fost nominalizat la un Primetime Emmy.

## Biografie
Dourif s-a născut în Huntington, Virginia de Vest⁠(d) pe 18 martie 1950, fiul lui Joan Mavis Felton (născută Bradford), o actriță, și al lui Jean Henri Dourif, un colecționar de artă și administrator la o fabrică textilă.
Bunicii săi paterni au emigrat din Franța, iar bunicul său patern a co-fondat compania Standard Ultramarine and Color Company din Huntington. După ce tatăl său a murit în 1953, mama sa s-a recăsătorit cu campionul de golf William C. Campbell⁠(d). Acesta are cinci frați: patru surori și un frate. Din 1963 până în 1965, Dourif a urmat studiat la o școală privată din Aiken⁠(d) în Carolina de Sud. Acolo a devenit interesat de artă și actorie. Deși și-a dorit pentru moment să devină florist, interpretările mamei sale în cadrul teatrului local Give Me Shelter l-au inspirat și a ales să devină actor.
După Aiken, a urmat școala Fountain Valley⁠(d) din Colorado Springs, Colorado și a absolvit în 1968. Dourif a participat ca producător amator la Festivalul de Film Fountain Valley în 1969, ocupând locul al doilea la categoria film de 8.mm cu scurtmetrajul „Blind Date”. Dourif a studiat la Universitatea Marshall⁠(d), însă a renunțat la studii și s-a mutat în New York pentru a studia actoria la sfatul actriței Conchata Ferrell.

## Cariera

### Teatru
După piesele din timpul școlii, Dourif a apărut în producțiile teatrului local, devenind membru al Huntington Community Players în timp ce studia la Universitatea Marshall. În New York City, a studiat cu Sanford Meisner⁠(d) și a lucrat cu Marshall Mason și Lanford Wilson⁠(d) la Circle Repertory Company⁠(d). La începutul anilor 1970, Dourif a avut roluri într-o serie de piese, inclusiv The Ghost Sonata, The Doctor in Spite of Himself și When You Comin' Back, Red Ryder?⁠(d); în cea din urmă a fost observat de regizorul Miloš Forman, iar acesta i-a oferit un rol în Zbor deasupra unui cuib de cuci (1975).
În 2013, după o absență de trei decenii, Dourif s-a întors pe scenă și a ales să interpreteze alături de Amanda Plummer în punerea în scenă Off-Broadway⁠(d) a piesei The Two-Character Play⁠(d) a lui Tennessee Williams în cadrul New World Stages⁠(d). Acesta a explicat într-un interviu de ce și-a întrerupt pauza de 29 de ani: „Am urât scena, nu voiam să mai joc. Iar apoi cineva mi-a spus ′Vrei să apari într-o piesă? Este alături de Amanda Plummer′ și mi-am zis ′Oh, la naiba! Nu. Oh Doamne, trebuie să fac asta...′”. Piesa a fost pusă în scenă din 10 iulie 2013 până în 29 septembrie 2013.

### Film
Deși Zbor deasupra unui cuib de cuci este adesea citat drept debutul cinematografic al lui Dourif, primul său rol pe ecran a fost într-un film cu buget redus numit Split. Acesta nu a fost niciodată lansat. Această apariție a fost urmată de una în filmul W.W. and the Dixie Dancekings⁠(d) (1975), însă scenele sale au fost eliminate din versiunea finală. Datorită interpretării sale din Zbor deasupra unui cuib de cuci, a fost premiat cu Globul de Aur (cel mai bun actor debutant) și un premiu BAFTA (acel mai bun actor în rol secundar). De asemenea, a fost nominalizat la Oscar la categoria cel mai bun actor în rol secundar.
În 1981, Vincent Canby l-a numit pe Dourif drept unul dintre cei doisprezece actori de urmărit, caracterizându-l pe acesta ca fiind „unul dintre cei mai intenși și mai interesanți tineri actori de film ai generației sale”. Dourif s-a întors la New York, unde a continuat să apară în producții de teatru și a predat cursuri de actorie și regie la Universitatea Columbia până în 1988 (Don Mancini⁠(d) și Yves Lavandier⁠(d) s-au numărat printre elevii săi), când s-a mutat la Hollywood.
Dourif a interpretat adesea personaje excentrice sau instabile, începând cu Zbor deasupra unui cuib de cuci și continuând cu Ochii Laurei Mars (1978), Wise Blood a lui John Huston (1979), Vremuri de restriște a lui Forman (1981), Istanbulul lui Marc Didden⁠(d) (1985), Dune (1984) și Catifeaua albastră (1986).
Dourif a apărut într-o serie de filme de groază, cel mai cunoscut rol al său fiind  Chucky în seria de filme Jucăria. L-a interpretat pe criminalul Gemini în Exorcistul III (1990) și a obținut roluri în Invenția ucigașă⁠(d) (1994) și Alien:Renașterea (1997). Mai târziu, a apărut în rolul șerifului Lee Brackett în remake-urile Halloween⁠(d) (2007) și Halloween II (2009). Fiica sa, Fiona Dourif⁠(d), a apărut alături de el atât în Blestemul lui Chucky⁠(d) (2013), cât și în Chucky 7⁠(d) (2017).
Alte roluri importante în film includ Gríma Limbă de vierme în trilogia Stăpânul Inelelor, Doza letală⁠(d) (1987), Mississippi în flăcări (1988), Agenda ascunsă⁠(d) (1990), Londra ma ucide!⁠(d) (1991) și Sinner⁠(d) (2007).
Dourif a lucrat cu regizorul Werner Herzog de multe ori, având roluri în Scream of Stone⁠(d) (1991), The Wild Blue Yonder⁠(d) (2005), Păcatele unui polițist - Ultimul apel: New Orleans⁠(d) (2009) și Fiule, ce ai făcut?⁠(d) (2009).

### Seriale
În 1984, Dourif a interpretat rolul unui presupus criminal în serie în episodul „Number Eight” din Tales of the Unexpected⁠(d). În 1994, a apărut în episodul „Beyond the Sea⁠(d)” al serialului Dosarele X în rolul criminalului medium Luther Lee Boggs. De asemenea, a apărut în rolul lui Lon Suder⁠(d) în trei episoade ale serialului Star Trek: Voyager și în rolul unui călugăr măcinat de halucinații în Babylon 5. Dourif a primit o nominalizare la premiul Emmy în 2004 la categoria cel mai bun actor în rol secundar într-un serial dramă pentru rolul din Deadwood.
În 2011, a jucat în episodul final din sezonul trei al serialului Fringe, iar în 2014 a apărut în episodul „The End of the Beginning” al Agenții S.H.I.E.L.D.⁠(d).
În 2021, Dourif și-a reluat rolul lui Chucky în serialul cu același nume⁠(d).

## Viața personală
Dourif are două fiice - Kristina/Christina Dourif, născută c. 1976, și actrița Fiona Dourif, născută în 1981 - împreună cu soția sa, Jonina Dourif,  al cărei nume apare uneori în mass-media ca Janet.

## Filmografie
| An   | Titlu                                         | Rol                       | Note |
| ---- | --------------------------------------------- | ------------------------- | --- |
| 1975 | Zbor deasupra unui cuib de cuci               | Billy Bibbit              | BAFTA Award for Best Actor in a Supporting Role Golden Globe Award for New Star of the Year – Actor Nominalizat—Academy Award for Best Supporting Actor                                              |
| 1977 | Group Portrait with a Lady                    | Boris Koltowski           | |
| 1978 | Eyes of Laura Mars                            | Tommy Ludlow              | |
| 1979 | Wise Blood                                    | Hazel Motes               | |
| 1980 | Heaven's Gate                                 | Mr. Eggleston             | |
| 1981 | Ragtime                                       | Younger Brother           | |
| 1984 | Dune                                          | The Mentat Piter De Vries | |
| 1985 | Istanbul                                      | Martin Klamski            | |
| 1986 | Catifeaua albastră                            | Raymond                   | |
| 1986 | Impure Thoughts                               | Kevin Harrington          | |
| 1987 | Fatal Beauty                                  | Leo Nova                  | |
| 1988 | Child's Play                                  | Charles Lee Ray/Chucky    | |
| 1988 | Mississippi Burning                           | Deputy Clinton Pell       | Nominalizat—Chicago Film Critics Association Award for Best Supporting Actor |
| 1989 | Sonny Boy                                     | Weasel                    | |
| 1990 | Child's Play 2                                | Chucky (voce)             | |
| 1990 | Spontaneous Combustion                        | Sam                       | |
| 1990 | Horseplayer                                   | Bud Cowan                 | |
| 1990 | Graveyard Shift                               | Tucker Cleveland          | |
| 1990 | The Exorcist III                              | James Venamun             | Nominalizat—Saturn Award for Best Supporting Actor |
| 1990 | Hidden Agenda                                 | Paul Sullivan             | |
| 1990 | Chaindance                                    | Johnny Reynolds           | Nominalizat—Canadian Screen Award for Best Actor |
| 1990 | Grim Prairie Tales                            | Farley                    | |
| 1991 | Murder Blues                                  | John Barnes               | |
| 1991 | Child's Play 3                                | Chucky (voce)             | |
| 1991 | Jungle Fever                                  | Leslie                    | |
| 1991 | Body Parts                                    | Remo Lacey                | Fangoria Chainsaw Award for Best Supporting Actor |
| 1991 | Scream of Stone                               | Fingerless                | |
| 1991 | London Kills Me                               | Hemingway                 | |
| 1992 | Final Judgement                               | Father Tyrone             | |
| 1992 | Critters 4                                    | Al Bert                   | |
| 1993 | Trauma                                        | Dr. Lloyd                 | |
| 1993 | Amos & Andrew                                 | Officer Donnie Donaldson  | |
| 1994 | Color of Night                                | Clark                     | |
| 1994 | Death Machine                                 | Dante                     | |
| 1995 | Murder in the First                           | Byron Stamphill           | |
| 1995 | Phoenix                                       | Reiger                    | |
| 1996 | Sworn to Justice                              | Teddy                     | |
| 1996 | A Step Toward Tomorrow                        | Kirby                     | |
| 1997 | Jamaica Beat                                  | Tom Peterson              | |
| 1997 | Nightwatch                                    | Duty Doctor               | |
| 1997 | Best Men                                      | John "Gonzo" Coleman      | |
| 1997 | Alien Resurrection                            | Dr. Jonathan Gediman      | |
| 1998 | Brown's Requiem                               | Edwards                   | |
| 1998 | Senseless                                     | Dr. Wheedon               | |
| 1998 | Progeny                                       | Dr. Bert Clavell          | |
| 1998 | Legendele orașului                            | Michael McDonnell         | nemenționat |
| 1998 | Bride of Chucky                               | Chucky (voce)             | |
| 1999 | The Diary of the Hurdy-Gurdy Man              | Gabriel                   | |
| 1999 | Cypress Edge                                  | Colin McCammon            | |
| 1999 | Interceptors                                  | David M. Webber           | |
| 1999 | Silicon Towers                                | Alton                     | |
| 2000 | Shadow Hours                                  | Roland Montague           | |
| 2000 | The Prophecy 3: The Ascent                    | Zealot                    | |
| 2001 | The Ghost                                     | Lt. Garland               | |
| 2001 | Soulkeeper                                    | Mr. Pascal                | |
| 2002 | The Lord of the Rings: The Two Towers         | Gríma Wormtongue          | Online Film Critics Society Award for Best Ensemble Phoenix Film Critics Society Award for Best Cast Nominalizat—Screen Actors Guild Award for Outstanding Performance by a Cast in a Motion Picture |
| 2003 | The Box                                       | Stan                      | |
| 2003 | Vlad                                          | Radescu                   | |
| 2003 | The Lord of the Rings: The Return of the King | Gríma Wormtongue          | Versiunea extinsă |
| 2004 | Seed of Chucky                                | Chucky (voce)             | |
| 2004 | The Devil's Due at Midnight                   | The Dark One              | |
| 2004 | The Hazing                                    | Professor Kapps           | |
| 2004 | El Padrino                                    | Cyrus                     | |
| 2005 | Drop Dead Sexy                                | Herman                    | |
| 2005 | The Wild Blue Yonder                          | The Alien                 | |
| 2005 | Man of Faith                                  | B. B. Gallen              | |
| 2006 | Pulse                                         | Thin Bookish Guy          | |
| 2007 | Sinner                                        | Caddie                    | |
| 2007 | The List                                      | Johan Gabini              | |
| 2007 | The Wizard of Gore                            | Dr. Chong                 | |
| 2007 | Halloween                                     | Sheriff Leigh Brackett    | |
| 2008 | Touching Home                                 | Clyde Winston             | |
| 2008 | Humboldt County                               | Jack                      | |
| 2009 | Born of Earth                                 | Mayor                     | |
| 2009 | Lock and Roll Forever                         | Zee                       | |
| 2009 | Bad Lieutenant: Port of Call New Orleans      | Ned Schoenholtz           | |
| 2009 | Halloween II                                  | Sheriff Leigh Brackett    | |
| 2009 | My Son, My Son, What Have Ye Done?            | Uncle Ted                 | |
| 2010 | Chain Letter                                  | Mr. Smirker               | |
| 2010 | Junkyard Dog                                  | Sheriff Holk              | |
| 2011 | Fading of the Cries                           | Mathias                   | |
| 2011 | Priest                                        | Salesman                  | |
| 2011 | Catch .44                                     | Sheriff Connors           | |
| 2011 | Death and Cremation                           | Stan                      | |
| 2012 | Last Kind Words                               | Wylon                     | |
| 2012 | Black Box                                     | Tom                       | |
| 2013 | Santa Monica                                  | Stan                      | Scurtmetraj |
| 2013 | Gingerclown                                   | Worm Creature (voce)      | |
| 2013 | Blood Shot                                    | Bob                       | |
| 2013 | Curse of Chucky                               | Charles Lee Ray/Chucky    | |
| 2013 | Malignant                                     | The Man                   | |
| 2014 | The Control Group                             | Dr. Broward               | |
| 2015 | Rosemont                                      | Abe                       | |
| 2017 | Cult of Chucky                                | Chucky (voce)             | |
| 2017 | Out to Lunch                                  | Man                       | Scurtmetraj |
| 2017 | Cut Off                                       | Diggs                     | |
| 2018 | Wildling                                      | Daddy/Gabriel Hanson      | |
| 2018 | American Dream                                | George                    | |
| 2019 | Obsession                                     | George                    | |
| 2021 | The Shuroo Process                            | Dr. Feinstein             | |

### Seriale
| An        | Titlu                                        | Rol                           | Note |
| --------- | -------------------------------------------- | ----------------------------- | --- |
| 1976      | The Mound Builders                           | Chad Jasker                   | Film de televiziune |
| 1977      | The Gardener's Son                           | Robert McEvoy                 | Film de televiziune |
| 1978      | Sergeant Matlovich vs. the U.S. Air Force    | Sgt. Leonard Matlovich        | Film de televiziune |
| 1979      | Studs Lonigan                                | Danny O'Neill                 | 3 episoade |
| 1980      | Guyana Tragedy: The Story of Jim Jones       | David Langtree                | Film de televiziune |
| 1982      | I, Desire                                    | Paul                          | Film de televiziune |
| 1984      | Tales of the Unexpected                      | Hitchhiker                    | Episodul: "Number Eight" |
| 1986      | The Equalizer                                | Fenn                          | Episodul: "Out of the Past" |
| 1986      | Spenser: For Hire                            | Maxie Lyons                   | Episodul: "Rage" |
| 1986      | Rage of Angels                               | Seymour Bourne                | Film de televiziune |
| 1986      | Vengeance: The Story of Tony Cimo            | Lamar Sands                   | Film de televiziune. Personaj bazat pe Donald Henry Gaskins, ale cărui drepturi de personalitate au fost refuzate de Departamentul de Corecție din Carolina de Sud, deoarece apelul său pentru a aranja cu Tony Cimo uciderea lui Rudolph Tyner, care a fost subiectul filmului, era în curs de desfășurare la momentul producției. |
| 1987      | Moonlighting                                 | Father McDonovan              | Episodul: "All Creatures Great...and Not So Great" |
| 1987      | The Hitchhiker                               | Billy Baltimore Jr.           | Episodul: "The Legendary Billy B." |
| 1987      | Miami Vice                                   | Joey Wyatt                    | Episodul: "Theresa" |
| 1989      | Murder, She Wrote                            | Dr. Warren Overman            | Episodul: "Fire Burn, Cauldron Bubble" |
| 1989      | Desperado: The Outlaw Wars                   | Camillus Fly                  | Film de televiziune |
| 1989      | Terror on Highway 91                         | Keith Evans                   | Film de televiziune |
| 1993      | Wild Palms                                   | Chickie Levitt                | 3 episoade |
| 1993      | Tales from the Crypt                         | Virgil                        | Episodul: "People Who Live in Brass Hearses" |
| 1994      | The X-Files                                  | Luther Lee Boggs              | Episodul: "Beyond the Sea" |
| 1994      | A Worn Path                                  | Hunter                        | Film de televiziune |
| 1995      | Babylon 5                                    | Charles Dexter/Brother Edward | Episodul: "Passing Through Gethsemane" |
| 1995      | Escape from Terror: The Teresa Stamper Story | Sheriff Bill Douglass         | Film de televiziune |
| 1995      | Escape to Witch Mountain                     | Luther/Bruno                  | Film de televiziune |
| 1996      | Star Trek: Voyager                           | Lon Suder                     | 3 episoade |
| 1996      | Blackout                                     | Thomas Payne                  | Film de televiziune |
| 1996      | If Looks Could Kill                          | M. Eugene "Gene" Hanson       | Film de televiziune |
| 1997      | Millennium                                   | Dennis Hoffman                | Episodul: "Force Majeure" |
| 1999      | The Norm Show                                | The Devil                     | Episodul: "Norm and Shelley" |
| 1999      | The Magnificent Seven                        | Rupert Brauner                | Episodul: "Chinatown" |
| 1999      | The Hunger                                   | Manno                         | Episodul: "Sin Seer" |
| 2001–2002 | Ponderosa                                    | Maurice Deveraux              | 8 episoade |
| 2004–2006 | Deadwood                                     | Dr. Amos "Doc" Cochran        | 33 de epsoade Nominalizat—Primetime Emmy Award for Outstanding Supporting Actor in a Drama Series Nominalizat—Satellite Award for Best Supporting Actor – Series, Miniseries or Television Film Nominalizat—Screen Actors Guild Award for Outstanding Performance by an Ensemble in a Drama Series                                  |
| 2008      | Law & Order                                  | Dr. David Lingard             | Episodul: "Called Home" |
| 2010      | Law & Order: Special Victims Unit            | Dr. Iggy Drexel               | Episodul: "Torch" |
| 2011      | Fringe                                       | Moreau                        | Episodul: "The Day We Died" |
| 2011      | Psych                                        | Bernie Bethel                 | Episodul: "Shawn, Interrupted" |
| 2011      | Miami Magma                                  | Jacob Capilla                 | Film de televiziune |
| 2012      | Wilfred                                      | P.T.                          | Episodul: "Questions" |
| 2012      | Criminal Minds                               | Adam Rain                     | Episodul: "The Lesson" |
| 2012      | Swamp Volcano                                | Jacob Capilla                 | Film de televiziune |
| 2012–2014 | Once Upon a Time                             | Zoso                          | 2 episoade |
| 2013      | End of the World                             | Dr. Walter Brown              | Film de televiziune |
| 2014      | Agents of S.H.I.E.L.D.                       | Thomas Nash                   | Episodul: "End of the Beginning" |
| 2016      | The Wilding                                  | David Stearns                 | Film de televiziune |
| 2019      | Deadwood: The Movie                          | Dr. Amos "Doc" Cochran        | Film de televiziune |
| 2021      | Chucky                                       | Chucky (voce)                 | |